# 公州大学校

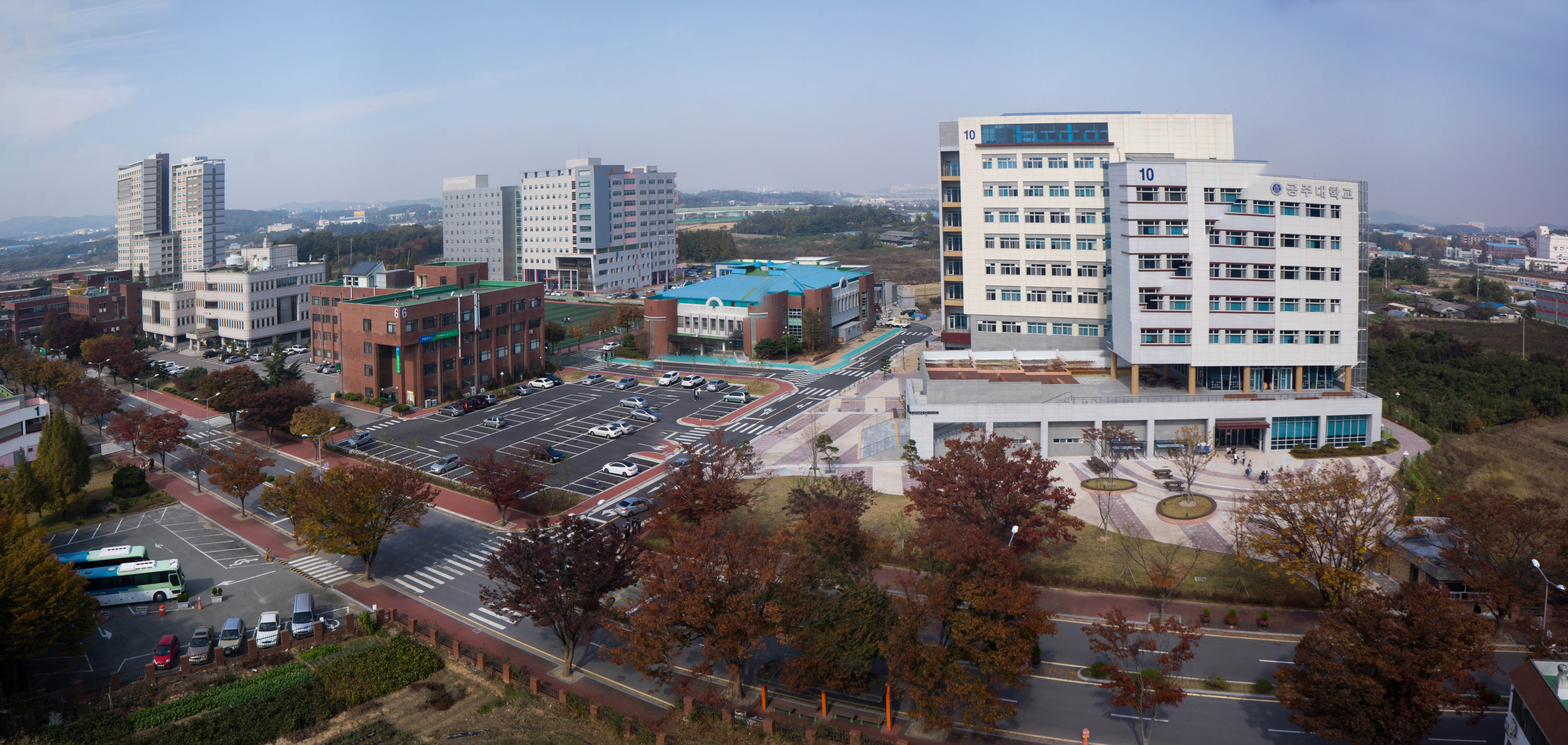
天安キャンパス

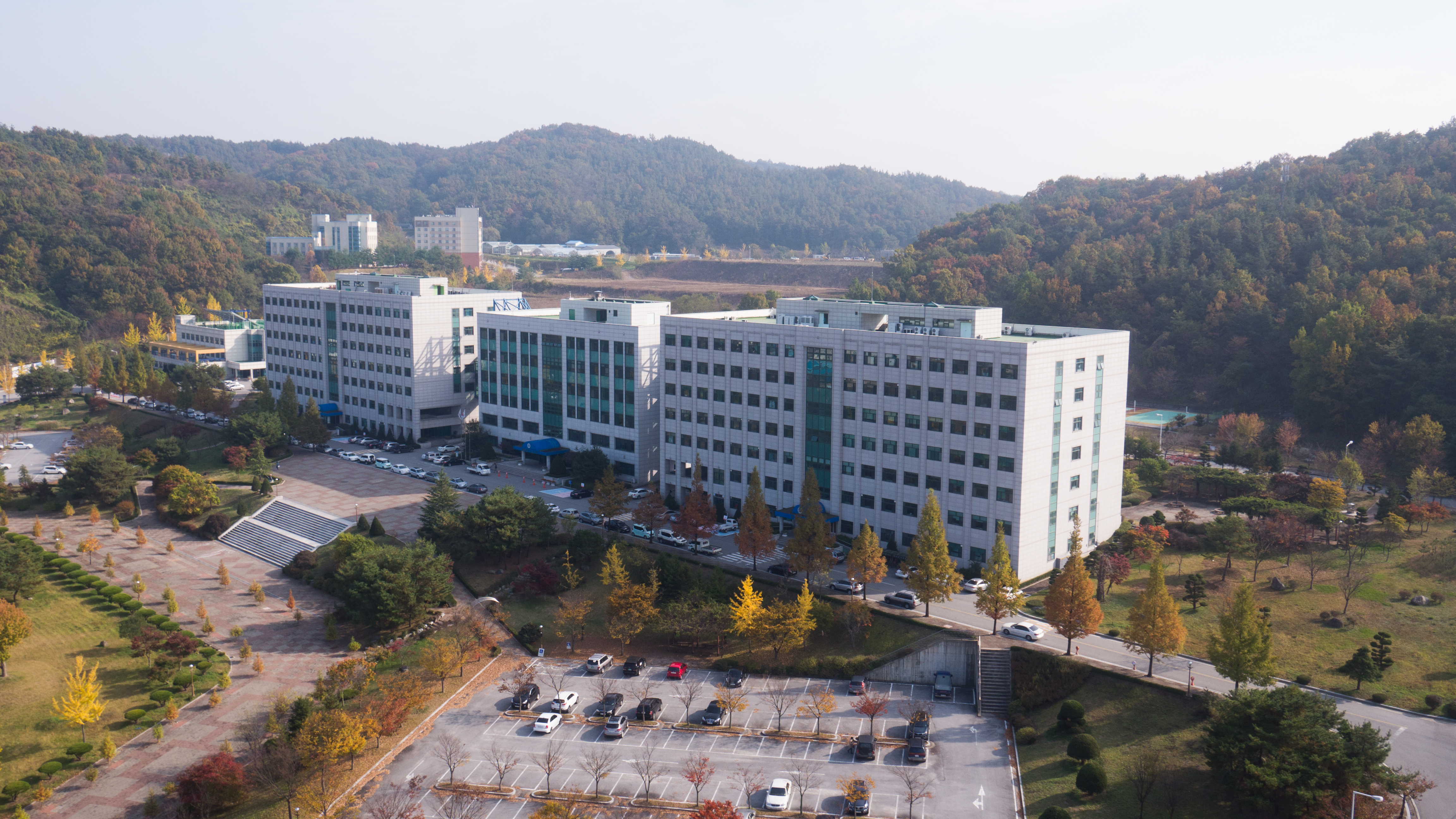
礼山キャンパス

公州大学校（コンジュだいがっこう、朝鮮語: 공주대학교、英語: Kongju National University）は、大韓民国の国立大学。忠清南道公州市に本部を置く。

## 沿革
- 1948年7月31日 - 忠清南道立の公州師範大学として設立認可 （2年制、国文科・数学科・家事科）。校舎施設は公州女子師範学校（公州教育大学校の前身）と併用。
- 1950年6月21日 - 国立大学となる。
- 1954年4月1日 - 4年制大学に改編 （教育学科・国文科・数学科・物理科・化学科・生物科）。
- 1961年3月 - 公州教育大学設立にあたり、公州師範学校第2学年4学級を引き受け。
- 1969年8月 - 現・新官キャンパスに新築移転。
- 1980年11月 - 教育大学院設置認可。
- 1990年
  - 3月1日 - 公州大学と改称。
  - 11月　一般大学院設置認可。
- 1991年3月1日 - 総合大学に昇格、公州大学校となる （師範大学・人文社会科学大学・理工大学）。
- 1992年3月 - 礼山農業専門大学を統合し、産業大学（現・産業科学大学）とする。
- 2001年3月 - 公州文化大学を統合し、映像保健大学（玉龍キャンパス）とする。
- 2002年5月 - 産業科学大学が現・礼山（大回里）キャンパスに新築移転。
- 2005年3月 - 天安工業大学を公州大学校工科大学と統合、天安キャンパスとする。

## 設置大学
- 師範大学
  - 国語教育科
  - 漢文教育科
  - 英語教育科
  - 国民倫理教育科
  - 教育学科
  - 商業情報教育科
  - 文献情報教育科
  - 特殊教育科
  - 歴史教育科
  - 一般社会教育科
  - 地理教育科
  - 乳児教育科
  - 数学教育科
  - 物理教育科
  - 化学教育科
  - 生物教育科
  - 地球科学教育科
  - 環境教育科
  - コンピュータ教育科
  - 体育教育科
  - 音楽教育科
  - 美術教育科
- 人文社会科学大学
  - 英語英文学科
  - 中国語中国文学科
  - フランス語フランス文学科
  - ドイツ語ドイツ文学科
  - 史学科
  - 地理学科
  - 経営学科
  - 経済通商学部
  - 観光学部
  - 行政学科
  - 法学科
  - 社会福祉学科
  - 舞踊学科
  - 生活体育指導学科
- 自然科学大学
  - 物理学科
  - 応用数学科
  - 化学科
  - 生命科学科
  - 地質環境科学科
  - 大気科学科
  - 文化財保存科学科
  - 外食商品学科
  - 衣類商品学科
- 工科大学
  - 電気電子制御工学部
  - 情報通信工学部
  - コンピュータ工学部
  - 機械自動車工学部
  - 建設環境工学部
  - 建築工学部
  - 化学工学部
  - 新素材工学部
  - 産業デザイン工学部
  - 環境工学科
  - 映像光情報工学部
  - 産業システム工学科
- 産業科学大学
  - 不動産学科
  - 産業流通学科
  - 植物資源学科
  - 園芸学科
  - 動物資源学科
  - 生物産業工学部
  - 山林資源学科
  - 造景学科
  - 食品科学部
  - 特殊動物学科
  - 地域社会開発学科
  - 産業情報学科
  - 教養学部
- 映像保健大学
  - 看護学科
  - 保健学部
  - 医務記録情報学科
  - ゲームデザイン学科
  - 造形デザイン学部
  - 漫画学部
  - 映像光情報工学部

## 大学院
- 一般大学院
- 教育大学院
- 産業科学大学院
- 経営行政大学院
- 教育情報大学院
- 特殊教育大学院
- 映像芸術大学院

## 附属機関
- 師範大学附設機関
  - 附設幼稚園
  - 附設中学校
  - 附設高等学校
  - 教育研修院
- 図書館
- 情報電算院
- 博物館
- 教育科学研究院（3研究所）
- 百済文化研究院（4研究所）
- 保健環境福祉研究院（5研究所）
- 人文社会科学研究院（4研究所）
- 基礎科学研究院（5研究所）
- 芸術体育研究院（4研究所）
- 産業科学研究院
- 工学研究院（3研究所）
- 韓民族教育文化研究院（3研究所）